# Lohme
Lohme – gmina w Niemczech, w kraju związkowym Meklemburgia-Pomorze Przednie, w powiecie Vorpommern-Rügen, wchodząca w skład urzędu Nord-Rügen.

## Toponimia
Nazwa pochodzenia słowiańskiego, od połab. *lomy „przełomy, rozpadliska”. W języku polskim oddana jako Łom.